# کلید شناسایی
یکی از راه‌هایی که زیست‌شناسان برای شناسایی و تعیین رده‌بندی جانداران مختلف استفاده می‌کنند، کلیدهای شناسایی است.
کلیدهای شناسایی، مجموعه‌ای از پرسش‌هاست که براساس ویژگی‌های جانداران تهیه شده و به کمک آن‌ها می‌توان نام جانداران را پیدا کرد.
این پرسش‌ها به صورت گام به گام و معمولاً به صورت «آیا این جاندار … دارد؟» مطرح می‌شوند و پله پله به سوی تعیین دقیق‌تر رده و آرایه یک جاندار پیش می‌روند. در این روش هر چه در طبقه‌بندی جلوتر می‌رویم بیشتر به ویژگی‌های جزئی پرداخته و جانداران شبیه تر به هم می‌شوند. بهتر است که ابتدا با پرسش‌های کلی شروع به طبقه‌بندی کنیم.
ویژگی‌های یک کلید شناسایی:
۱. یک کلید شناسایی خوب برای هر سؤال دو پاسخ دارد و به آن کلید شناسایی دو راهی نیز گفته می‌شود.
۲. در کلی شناسایی سوالات به ترتیب اهمیت پرسیده می شوندو
۳. اگر برای سؤالی یک جواب وجود داشته باشد این بدان معناست که باید تنها نام یک جاندار در جواب نوشته شود.
۴. کلیدهای شناسایی ابزار مناسبی برای شناسایی گونه‌های جدید به شمار می‌روند.